# Зграда за вертикалну монтажу
Зграда за вертикалну монтажу (енгл. Vertical Assembly Building), касније Зграда за монтажу ракета-носача (енгл. Vehicle Assembly Building), или скраћено VAB, је објекат у оквиру свемирског центра Кенеди агенције НАСА, који је коришћен за завршну монтажу великих ракета-носача са људском посадом од 1968. године (користиће се и за монтажу Свемирског лансирног система од 2018. године). Са 3.664.883 m3 једна је од највећих зграда на свету по запремини. Зграда се налази у оквиру Лансирног комплекса 39 (ЛК39) центра Кенеди, на пола пута између Џексонвила и Мајамија, источно од Орланда, на острву Мерит које се налази на атлантској обали Флориде.
VAB је највећа зграда без спратова на свету, била је највиша зграда на Флориди до 1974. године са својих 160,3 метра, и још увек је највиша зграда у САД изван урбане средине.

## Историја
VAB, завршена 1966. године, наменски је изграђена како би огромна ракета-носач Сатурн V, део пројекта Аполо, могла монтирати вертикално, и у почетку су је сви звали "Vertical Assembly Building" (у преводу зграда за вертикалну монтажу). У ишчекивању пројеката након прекида летова на Месец, попут спејс-шатла, зграда је преименована у "Vehicle Assembly Building" („зграда за монтажу ракета-носача“), и коришћена је за финалну монтажу спољашњег резервоара и помоћних ракетних мотора на чврсто гориво (бустера) са орбитером спејс-шатла. По завршеној монтажи цео тај склоп називао се „стек“. Стек би се затим ставио на мобилну лансирну платформу која би затим гусеничарским транспортером била превежена до једне од две лансирне рампе лансирног комплекса 39 свемирског центра Кенеди. Иако је зграда преименована, и даље се користе оба назива, јер је акроним остао исти – VAB.

## Изградња
Зграда за вертикалну монтажу висока је 160,3 метра, дугачка је 218,2 и широка 157,9 метара. У основи покрива 3 хектара (8 јутара, 30.000 m2), а њена запремина је скоро 3.665.000 m3 (ради поређења, ово је еквивалентно запремини 8.006 трособних кућа или 4.003 Међународне свемирске станице/Боинга 747-400).
Зграда поседује расхладне уређаје масе преко 10.000 тона, међу којом је 125 вентилатора на крову зграде и четири велика уређаја за контролу влажности ваздуха (четири цилиндрична објекта западно од зграде), како би се влажност ваздуха држала под контролом. Захваљујући овој опреми, сав ваздух унутар зграде се може заменити свежим за свега сат времена. Унутрашњост зграде је толика да поседује сопствене временске прилике, па „може доћи до формирања кишних облака испод плафона током веома влажних дана“, због чега је и уграђен велики систем за контролу влажности како би се ова појава у што већој мери сузбила.
С обзиром да је изграђена на источној обали Флориде, која гледа на Атлантик, зграда је пројектована да издржи налете урагана. У темељ је уграђено скоро 22.300 m3 бетона и 4.225 великих челичних шипки забијених 47 метара у кречњачко тло.

## Могућности
Постоје четири улаза кроз која опрема може бити унета или изнета из зграде, и на тим улазима/излазима су четвора врата која представљају највећа врата на свету. Свака од врата су висока 139 метара, имају седам вертикалних панела и четири хоризонтална панела, и потребно им је 45 минута да се отворе или затворе. Улаз са северне стране проширен је за 12,2 метра како би кроз њега могао да прође орбитер спејс-шатла. На том отвору направљена су додатна мала вратанца за пролазак вертикалног репа орбитера.
Како би могле да се подигну компоненте спејс-шатла које су биле веома масивне и гломазне, у згради је постојало пет великих кранова, од којих су два могла да подигну терет масе 325 тона, а поред ових великих, постојало је још 136 мањих или већих уређаја за подизање терета.

## Екстеријер
Застава Сједињених Америчких Држава била је највећа на свету у време када је насликана на зграду 1976. године, поводом прославе 200 година постојања Сједињених Америчких Држава, заједно са звездом која је била лого прославе, а која је касније (1998. године) замењена логом агенције НАСА. Застава је висока 63,7 метара и широка 33,5 метара (2.134 m2). Свака звезда на застави је 1,83 метра у пречнику, плава површина на којој се звезде налазе једнака је површини кошаркашког терена, док је свака од трака (црвених и белих) широка 2,74 метра, отприлике као стандардна коловозна трака на путу.
Године 2007. започети су радови на фарбању огромне спољашњости зграде. Посебно се обраћала пажња на америчку заставу и на лого агенције НАСА. По завршетку радова јасно се видела разлика у односу на оштећења која је током претходних година учинила киша и урагани. Само застава и лого су већ једном били префарбани, и то 1998. године за прославу 40 година агенције.
Највећа оштећења зграда је претрпела 2004. године, када се догодила једна од најгорих ураганских сезона икада забележених. Тада је ураган Френсис са зграде одломио 850 алуминијумских панела димензија 4,26 x 1,83 m, због чега су на странама зграде остали отвори укупне површине 3.700 . Још 25 панела одломило се приликом налета урагана Џин само три седмице касније. Раније исте године, ураган Чарли узроковао је значајну, али не тако озбиљну штету, процењену на 700.000 америчких долара. Штета од ових налета урагана и даље је била видљива када се 2007. почело са обновом. Неке од ових панела наменски су направљене да се одвоје приликом налета ветра, како би се изједначио притисак унутар зграде са спољњим притиском, и тако спречило веће оштећење или чак урушавање.
Зграда је коришћена за снимање више холивудских филмова, међу којима су Свемирски камп, Аполо 13, Контакт, Армагедон и други.

## Будућност
Спејс-шатл је пензионисан 2011. године. Зграда за вертикалну монтажу се од тада реновира (њена унутрашњост) како би могла да „удоми“ нову ракету-носача која је тренутно у развоју за мисије изван ниске Земљине орбите. Кофигурација унутрашњих преграда, дизалица и лифтова мора се променити, јер је стари распоред одговарао распореду компоненти спејс-шатла. Нова ракета ће полетати са лансирне рампе 39 свемирског центра Кенеди, као и шатл, и до ње ће такође бити транспортована гусеничаром који је коришћен и за ракету Сатурн V. НАСА од 2012. године дозвољава „ограничени“ обилазак. Зграда ће бити у могућности и да се користи за монтажу комерцијалних ракета-носача. Крајем 2015. започети су опсежни радови на унапређењу противпожарног система зграде.
Агенција НАСА је 23. децембра 2015. објавила да је уграђена прва половина платформе „К”, а као део припрема за нову ракету која ће бити монтирана унутар ове зграде. Планирано је да буде инсталирано укупно 10 платформи (20 половина укупно, које ће обухватати ракету са леве и десне стране) на различитим висинама како би се инжењерима и техничарима омогућио приступ разним системима ракете-носача. Највиша платформа, са ознаком „А”, биће уграђена на висини од 105,5 метара изнад пода зграде (еквивалентно 35. спрату зграде), док се на дну налази платформа „К”, на висини од око 26,2 метра, и она ће омогућавати приступ језгру ракете и главним моторима на течно гориво, као и помоћним ракетним моторима на чврсто гориво („бустерима”). Свака половина платформе дугачка је 11,5 метара и широка 18,9 метара. За подизање ових великих челичних сегмената користи се највећи кран у згради, који може да подигне терет масе до 325 тона. (Видео на сајту Јутуб)

## Галерија
- Транспорт ракете Сатурн V пред мисију Аполо 14.
- Макета ракете Сатурн V приликом тестирања 1966. године
- Орао рибар чува младе у гнезду изграђеном одмах поред
- РН Сатурн  за мисију Аполо 4 унутар Зграде за вертикалну монтажу
- Подизање орбитера Атлантис унутар VAB пред мисију СТС-129
- Небо изнад VAB након лансирања мисије СТС-131
- Подизање спољњег резервоара спејс-шатла у вертикалан положај
- Први степен ракете Сатурн  за мисију Аполо 8
- Поглед на Зграду за вертикалну монтажу 2014. године
- Поглед из ваздуха на VAB; одмах лево се налази центар за контролу мисије
- Орбитер Дискавери се транспортује из VAB ка лансирној рампи